# Igor Luzhkovski
Igor Luzhkovski –en ruso, Игорь Лужковский– (18 de marzo de 1938-14 de septiembre de 2000) fue un deportista soviético que compitió en natación. Ganó una medalla de oro en el Campeonato Europeo de Natación de 1958, en la prueba de 4 × 200 m libre.

## Palmarés internacional
| Campeonato Europeo | Campeonato Europeo | Campeonato Europeo | Campeonato Europeo |
| Año                | Lugar              | Medalla            | Prueba             |
| ------------------ | ------------------ | ------------------ | ------------------ |
| 1958               | Budapest (Hungría) | Medalla de oro     | 4 × 200 m libre    |